# Annie Pixley
Annie Pixley (née Annie Shea, c. 1848 - 8 de noviembre de 1893) fue una actriz estadounidense. Pixley nació en la Ciudad de Nueva York y creció en California. Pixley hizo su debut actuando en óperas cómicas y según su obituario en The New York Times, Pixley era bien conocida en el teatro. Antes de su muerte, había perdido a su hijo de 12 años.
Pixley murió de fiebre cerebral el 8 de noviembre de 1893 en London (Ontario), Canadá. Esta enterrada en el Cementerio Woodland.